# Asplenium × adulteriniforme
Asplenium × adulteriniforme là một loài dương xỉ trong họ Aspleniaceae. Loài này được Lovis, Melzer & Reichst. mô tả khoa học đầu tiên năm 1965.
Danh pháp khoa học của loài này chưa được làm sáng tỏ. 